# Edward Moringe Sokoine
Edward Moringe Sokoine (Arusha, 1938 - 1984) fue primer ministro de Tanzania en dos ocasiones. La primera desde el 13 de febrero de 1977 hasta el 7 de noviembre de 1980 y la segunda vez desde el 24 de febrero de 1983 hasta el 12 de abril de 1984, cuando fallece en un siniestro automovilístico.
Fue elegido por el partido Chama Cha Mapinduzi.
| Predecesor: Rashidi Kawawa     | Primer ministro de Tanzania 1977-1980 | Sucesor: Cleopa David Msuya |
| Predecesor: Cleopa David Msuya | Primer ministro de Tanzania 1983-1984 | Sucesor: Salim Ahmed Salim  |

- Datos: Q1293072